# Microepidendrum
Microepidendrum là một chi thực vật có hoa trong họ Lan.